# إيتاباشي (طوكيو)
إيداباشي (باليابانية: 板橋区إيداباشي-كو) وتعني «حي إيداباشي» هو أحد أحياء طوكيو ال 23.

## جغرافيا
نهر أراكاوا هو النهر الرئيسي ويشكل حدود الحي مع محافظة سايتاما.

## تاريخ
تم تأسيس الحي في 1 أكتوبر 1932. وذلك بدمج 9 بلدات وقرى .

## أعلام
- مايا ساكاموتو
- تاكاشي موراكامي
- كينتو هاشيموتو
- كيوميتسو كوهارا
- شينغو أراكي
- سيزو كاتو
- ريوجي كاواإي

## مواقع خارجية
- الموقع الرسمي لمدينة إيداباشي باللغة الإنكليزية
- الموقع الرسمي لمدينة إيداباشي باللغة اليابانية